# ヘルマン・ミンコフスキー
ヘルマン・ミンコフスキーまたはヘルマン・ミンコウスキー（Hermann Minkowski, 1864年6月22日 - 1909年1月12日）は、ロシア（リトアニア）生まれのユダヤ系ドイツ人数学者。彼の提案したミンコフスキー空間は、アルベルト・アインシュタインの特殊相対性理論における「時空」をエレガントに数学的に表した。また、時空について光円錐を考えたのも彼である。その他に数論や幾何学に関する業績がある。
病理学者のオスカル・ミンコフスキーは兄。

## 生涯
ロシアのアレクソタス（現リトアニア領カウナス近郊）に出生。両親はドイツ系で、8歳の1872年に家族で当時ドイツ領だったケーニヒスベルク（現ロシア領カリーニングラード）へ移住した。ケーニヒスベルク大学に進み、ダフィット・ヒルベルトとともにアドルフ・フルヴィッツの下で学び、この二人とは終生の友人となった。
若い頃から数学的才能を示し、18歳の1883年、整数を5個の平方数に分解する研究「自然数を5つの平方数の和として表す問題」で、ヘンリー・ジョン・スミスとともにフランス科学アカデミーから数学大賞を受けた。彼はその後も二次形式の研究を続け、1896年には幾何学的な考察から数論の定理を示す方法（彼はそれを「数の幾何学」と呼んだ）を編み出した。
1885年にケーニヒスベルク大学から学位を得、卒業後すぐにボン大学客員教授に、次いで1894年にヒルベルトの後を受けてケーニヒスベルク大学助教授に就任。1896年、チューリッヒのスイス連邦工科大学準教授に就任。ここでの教え子に、若き日のアインシュタインがいた。『数の幾何学』を発表。
1902年、ヒルベルトの努力でゲッティンゲン大学にミンコフスキーのために数学の講座が作られ、その教授に就任し、死去するまでこれを務めた。1907年までに、時間と空間を統一的に扱うミンコフスキー時空の概念を作った。
1907年『ディオファントス近似論』、翌1908年『運動する物体の電磁過程論の基礎』と題する論文を発表。1909年に虫垂炎によってゲッティンゲンで急死。同年『空間と時間』を発表。

## 業績
ミンコフスキーの主な業績は、幾何学、整数論そして数理物理学に関するものである。

### 二次形式論
ミンコフスキーが学界に認められるきっかけとなった研究は、自然数を5個の平方数の和として表すことに関係したパリ科学アカデミーの懸賞問題であった。二次形式論はカール・フリードリヒ・ガウスが2,3変数の二次形式の理論を大きく発展させて以来、多くの数学者が研究していた。ミンコフスキーはn変数の二次形式について、自身がディオファントス近似（ディオファントス方程式にちなむ）と名づけた不等式を用い、格子と凸体という幾何学的概念を導入して研究した。そしていくつもの数論の定理を幾何学的に証明したり、新しい定理を得た。その後この方法は、数の幾何学として独立した大きな分野を形作ることとなった。これらの研究は、後に関数解析の理論や線形位相空間論に応用されることになる。彼の導入した「格子」は結晶学や金属学などで応用されている。

### ミンコフスキー空間
1907年ごろにミンコフスキーは、（アインシュタインの）特殊相対性理論における「時空」が、時間の一つの次元と空間の三つの次元を、あるやりかたで組み合わせた四次元の空間としてエレガントに記述されることを見いだした（なお、通常の三次元に同じようにもう1軸を加えただけの「四次元ユークリッド空間」とは全く異なる）。この四次元の時空はミンコフスキー空間またはミンコフスキー時空と呼ばれている。

## 参考書籍
- 物理学史研究刊行会訳 編『相対論』東海大学出版会〈物理学古典論文叢書4〉、1969年。ISBN 978-4-486-00765-4。 - 「相対性原理」（H.Minkowski著、上川友好訳）、「空間と時間」（H.Minkowski著、上川友好訳）収録。
- ベルンハルト・リーマン、ヘルマン・ミンコウスキー『幾何学の基礎をなす仮説について』ヘルマン・ワイル 序文・解説、菅原正巳 訳、清水弘文堂書房、1970年6月10日。 - ミンコウスキー『空間と時間』を併録。
  - ベルンハルト・リーマン、ヘルマン・ミンコフスキー『幾何学の基礎をなす仮説について』ヘルマン・ワイル 序文・解説、菅原正巳 訳、筑摩書房〈ちくま学芸文庫〉、2013年11月6日。ISBN 978-4-480-09583-1。 - ミンコフスキー『空間と時間』を併録。